# Olympische Sommerspiele 2020/Sportklettern
Bei den Olympischen Spielen 2020 in Tokio wurden erstmals in der Geschichte Wettbewerbe im Sportklettern ausgetragen. Austragungsort war der Aomi Urban Sports Park in der Bucht von Tokio im auf einer künstlichen Insel errichteten Stadtteil Aomi von Kōtō, Tokio.
Es fand je ein Einzelwettbewerb für Männer und Frauen vom 3. bis zum 6. August 2021 statt. Dieser wurde als olympische Kombination in zwei Runden, bestehend aus Speedklettern, Bouldern und Schwierigkeitsklettern,  durchgeführt. Nach der Qualifikationsrunde erreichten acht Sportler die Finalrunde. Teilnehmen durften 20 Athleten pro Geschlecht, wobei jeweils maximal zwei aus einer Nation stammen durften.

## Zeitplan
| Zeitplan Sportklettern | Zeitplan Sportklettern | Zeitplan Sportklettern | Zeitplan Sportklettern | Zeitplan Sportklettern |
| Wettbewerbe            | August                 | August                 | August                 | August                 |
| Frauen                 | 3.                     | 4.                     | 5.                     | 6.                     |
| ---------------------- | ---------------------- | ---------------------- | ---------------------- | ---------------------- |
| Olympische Kombination |                        |                        |                        |                        |
| Männer                 | 3.                     | 4.                     | 5.                     | 6.                     |
| Olympische Kombination |                        |                        |                        |                        |

|  | Qualifikation |  | Medaillenentscheidung |

## Bilanz

### Medaillenspiegel
| Platz  | Land               | Gold | Silber | Bronze | Gesamt |
| ------ | ------------------ | ---- | ------ | ------ | ------ |
| 1      | Slowenien          | 1    | –      | –      | 1      |
| 1      | Spanien            | 1    | –      | –      | 1      |
| 3      | Japan              | –    | 1      | 1      | 2      |
| 4      | Vereinigte Staaten | –    | 1      | –      | 1      |
| 5      | Österreich         | –    | –      | 1      | 1      |
| Gesamt | Gesamt             | 2    | 2      | 2      | 6      |

### Medaillengewinner
| Disziplin                     | Gold                      | Silber                  | Bronze               |
| ----------------------------- | ------------------------- | ----------------------- | -------------------- |
| Männer Olympische Kombination | Alberto Ginés López (ESP) | Nathaniel Coleman (USA) | Jakob Schubert (AUT) |
| Frauen Olympische Kombination | Janja Garnbret (SLO)      | Miho Nonaka (JPN)       | Akiyo Noguchi (JPN)  |

## Ergebnisse

### Männer
| Platz | Land | Athlet              | Punkte |
| ----- | ---- | ------------------- | ------ |
| 1     | ESP  | Alberto Ginés López | 28     |
| 2     | USA  | Nathaniel Coleman   | 30     |
| 3     | AUT  | Jakob Schubert      | 35     |
| 4     | JPN  | Tomoa Narasaki      | 36     |
| 5     | FRA  | Mickaël Mawem       | 42     |
| 6     | CZE  | Adam Ondra          | 48     |
| 7     | USA  | Colin Duffy         | 60     |
| 8     | FRA  | Bassa Mawem         | DNS    |

### Frauen
| Platz | Land | Athletin            | Punkte |
| ----- | ---- | ------------------- | ------ |
| 1     | SLO  | Janja Garnbret      | 5      |
| 2     | JPN  | Miho Nonaka         | 45     |
| 3     | JPN  | Akiyo Noguchi       | 64     |
| 4     | POL  | Aleksandra Mirosław | 64     |
| 5     | USA  | Brooke Raboutou     | 84     |
| 6     | FRA  | Anouck Jaubert      | 84     |
| 7     | AUT  | Jessica Pilz        | 90     |
| 8     | KOR  | Seo Chae-hyun       | 112    |

## Qualifikation
Aus folgenden Nationen konnten sich Athleten qualifizieren:
| Nation             | Männer | Frauen | Gesamt |
| ------------------ | ------ | ------ | ------ |
| Australien         | 1      | 1      | 2      |
| China              | 1      | 1      | 2      |
| Deutschland        | 2      |        | 2      |
| Frankreich         | 2      | 2      | 4      |
| Großbritannien     |        | 1      | 1      |
| Italien            | 2      | 1      | 3      |
| Japan              | 2      | 2      | 4      |
| Kanada             | 1      | 1      | 2      |
| Kasachstan         | 1      |        | 1      |
| Österreich         | 1      | 1      | 2      |
| Polen              |        | 1      | 1      |
| ROC                | 1      | 2      | 3      |
| Schweiz            |        | 1      | 1      |
| Slowenien          |        | 2      | 2      |
| Spanien            | 1      |        | 1      |
| Südafrika          | 1      | 1      | 2      |
| Südkorea           | 1      | 1      | 2      |
| Tschechien         | 1      |        | 1      |
| Vereinigte Staaten | 2      | 2      | 4      |
| Gesamt: 19 NOKs    | 20     | 20     | 40     |